# Vicente Huedo Díaz-Carrasco
Vicente Huedo Díaz-Carrasco (Socuéllamos, 13 de maig de 1955) és un pintor i mestre de pintors instal·lat a Girona des del 1975, que està valorat per la seva visió hiperrealista dels paisatges urbans i arquitectònics que l'envolten.

## Biografia
Vicente Huedo Díaz-Carrasco va néixer a Socuéllamos (La Manxa) el 13 de maig de 1955 i des de molt jove va manifestar una gran passió pel dibuix. Va començar copiant còmics mentre es recuperava d'unes angines i ja als 7 anys feia exposicions per casa. L'estiu de 1974 va fer una primera estada a Girona on exposà a la Galeria La Gàbia que va tenir un fort ressò en l'àmbit gironí. Es va matricular a la Facultat de Belles Arts de la Universitat Politècnica de València, però quedà decebut davant d'uns ensenyaments artístics molt tradicionals i acadèmics. Des de 1975 viu i treballa a Girona. Entre els anys 1976 i 1979 guanya diversos concursos de dibuix i pintura: Diputació de Girona, Revista Llavor, Primer Premi Nacional de Dibuix en el certamen d'Arts Plàstiques de Valdepeñas, etc. Va començar fent un tipus d'obra més expressionista, que vorejava l'abstracció́ i el gestualisme cal·ligràfic. Després l'estètica de Vicente Huedo va anar evolucionant cap a una figuració́ molt particular, un realisme que des de la meitat de la dècada de 1980 es va situar en l'hiperrealisme, on no faltaven petites dosis de surrealisme. Després va derivar cap a un realisme màgic i tot seguit va treballar amb textures usant com a tema les portes velles de Girona. Va continuar pintant temes de la Girona clàssica però es va anar desviant fins a fer una Girona més inventada, més constructiva, jugant amb colors, volums i formes com són les cases del riu, que és una pintura inventada que té una referència real.
Va ser un dels membres fundadors de l'Assemblea Democràtica d'Artistes de Girona (ADAG), en la qual participà en tota mena d'actes i exposicions: Drets Humans, Homenatge a Carles Rahola, etc. Cap a l'any 1986 ja té un cert prestigi i comença a rebre encàrrecs d'obres i cartells. El 1988 entra a exercir com a professor de dibuix clàssic a l'Escola de Belles Arts de Girona, actual 'Escola Municipal d'Art de Girona. Ha realitzat nombroses exposicions de pintura i dibuix, així com murals urbans, il·lustracions, còmics, cartellisme, etc. Destaquen els seus paisatges urbans com la sèrie dedicada a portes o a la ciutat de Girona, especialment les cases façana de les quals dona al riu Onyar, així com els seus espais naturals oberts. Ha participat en exposicions individuals i col·lectives a Girona, Barcelona, Sant Sebastià, Madrid, Alacant, Nova York, etc.
Vicente Huedo també ha il·lustrat llibres propis o d'altres autors, com Quaranta-set (1993), Pentalogía del vino de Socuéllamos (1994), La llegenda de la nimfa del rec (2012), Cent maneres de dibuixar un arbre (2014), etc, i ha realitzat il·lustracions per a altres publicacions com Presència, El Punt, Senhal, etc. També és autor de diversos cartells com el de la 47a Exposició de flors, monuments, patis i jardins (any 2002) de Girona, el cartell de les fires de Girona (1986), Setmana Santa de Girona (1997), Escola d'Adults de Girona (1982), etc. Al llarg de la seva carrera ha realitzat multitud de murals de grans dimensions en diversos espais urbans. Per exemple, el 1983 realitza un mural de 80m² a la carretera de Santa Eugènia a Girona, que avui ja ha desaparegut; més endavant, el mural de la façana del carrer de la Força del popular cafè L'Arc, el mural de la Sala Platea de Girona, o el del Frontis de la Sala d'Actes Facultat d'Educació i Psicologia de la Universitat de Girona en homenatge a Paulo Freire. També participa en l'Exposició Europea sobre murals urbans que va tenir lloc, l'any 1991, a l'hivernacle del Parc de la Ciutadella de Barcelona. També destaca pel seu compromís amb l'associacionisme dissenyant, per exemple, el logotip del diari digital “El Dimoni de Santa Eugènia” o el logotip de l'Associació de Veïns Devesa-Güell de Girona.